# Michael Werikhe

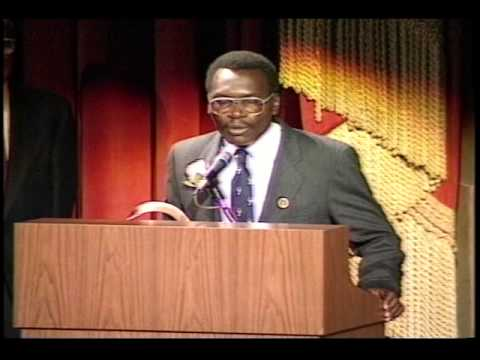
Michael Werikhe tại lễ trao giải Môi trường Goldman 1990

Michael Sampson Werikhe  (25.5.1956; 9.8.1999), còn được gọi là "The Rhino Man", là nhà bảo tồn Kenya. Ông được biết đến thông qua việc gây quỹ từ thiện ở khu vực Hồ Lớn châu Phi và ở nước ngoài. Ông bắt đầu những chuyến đi từ thiện của mình khi ông nhận ra số lượng loài tê giác đen ở châu Phi đã giảm sút nghiêm trọng. Bất cứ nơi đâu ông đến, ông đều được công chúng và giới truyền thông chào đón. Điều này giúp ích cho việc gây quỹ bảo tồn tê giác và các loại động vật có vú đang bị đe dọa ở châu Phi.

## Hoạt động
Werikhe bắt đầu chuyến đi từ thiện đầu tiên của mình vào ngày 27 Tháng 12 năm 1982. Ông đi bộ 27 ngày từ quê nhà Mombasa đến Nairobi. Trong tháng 3 năm 1985, ông thực hiện chuyến đi quốc tế đầu tiên của mình từ Kampala đến Dar es Salaam và cuối cùng là Mombasa, nơi ông đến vào ngày 25 tháng Năm.
Vào năm 1988 tức ba năm sau đó, Werikhe bắt đầu việc đi bộ xuyên suốt bảy quốc gia châu Âu, bao gồm Ý, Thụy Sĩ và Tây Đức. Hành trình 3000 km kết thúc tại Bảo tàng Lịch sử Tự nhiên London vào ngày 14 tháng 9 năm 1988.
Werikhe cũng ghé thăm Hoa Kỳ năm 1991, nơi chuyến đi của ông kết thúc tại vườn thú San Diego.
Ông tham gia hai "Rhino walks" tại Đài Loan, quốc gia nổi tiếng với việc sử dụng sừng tê giác.
Mặc dù Werikhe thường đi một mình, luôn luôn có những người tình nguyện đi bộ và hướng dẫn ông.
Chuyến đi của Werikhe đã mang lại 1000$ vào quỹ từ thiện Rhino vào năm 1982, 1985 và 1988. Ông là ví dụ hiếm hoi của những nhà hoạt động châu Phi gây quỹ từ những nhà từ thiện nước ngoài.
Chiến dịch Werikhes đã được hỗ trợ bởi Nehemiah Rotich (người đứng đầu Hiệp hội Động vật hoang dã Đông Phi (EAWLS)), Richard Leakey,Juanita Carberry, Vương phu Philippos và Vương tôn Bernhard.

## Cuộc sống
Michael Werikhe sinh ngày 25.5.1956 ở Mobasa. Cha ông là Emanuel Werikhe. Ông lớn lên tại Nairobi với các anh chị cùng cha khác mẹ của mình là Mary, Susan và David. Dưới sự ảnh hưởng của người vợ thứ hai của cha mình, Sheila Margaret Werikhe (Nees Lewis), đã khơi dậy mối quan tâm cả đời của ông trong việc bảo tồn.
Ở tuổi 11, Michael đã có một bộ sưu tập lớn những con vật được cứu sống như rắn, các loài bò sát và tắc kè hoa và đặt chúng trong chuồng tại nhà của gia đình. Ông tốt nghiệp tại các trường Trung học St. Georges trong Giriama, một trường Công giáo. Ở tuổi 19 Werikhe làm việc tại Fort Jesus ở Mombasa. Nhiệm vụ của ông là biên mục số lượng lớn bất hợp pháp ngà và sừng tê giác. Đây là lý do vì sao Werikhe bắt đầu chuyến từ thiện của mình.
Werikhe tin rằng công việc bảo tồn chỉ được thực hiện nếu cư dân địa phương tích cực tham gia. Trong thời gian thực hiện chuyến đi của mình ở Great Lakes, ông không mang theo tiền mà sống trong các bụi cây và nhờ vào sự hỗ trợ của công dân Kenya. Người dân địa phương là mối quan tâm hàng đầu của Werikhe. Ông tin rằng các cư dân có khả năng hỗ trợ tuyệt vời trong cuộc chiến chống săn trộm.
Werikhe qua đời vào ngày 9 tháng 8 năm 1999, sau cuộc tấn công gần nhà và bị chấn thương nghiêm trọng. Tại thời điểm đó, ông đã góa vợ và phải rời bỏ hai con gái (Acacia và Kora). Ông được chôn cất ở Nghĩa trang Emmanual, Kisauni, Mombasa . Michael Werikhe Foundation được thành lập để tưởng nhớ ông. Quỹ EAWLS cũng tài trợ hàng năm cho giải thưởng Michael Werikhe. 

## Giải thưởng
Michael Werikhe giành được nhiều giải thưởng, trong đó có giải thưởng The Global 500 từ Chương trình Môi trường Liên Hợp Quốc (UNEP). 
- Giải thưởng Effort Guinness Stout (1983)
- Giải thưởng Tưởng niệm David Sheldrick (1984)
- Giải thưởng Boots Action Award (1985)
- Giải thưởng Bảo tồn EAWLS (1986)
- Global 500 Award|UNEP Global 500 (1989)
- Giải Môi trường Goldman (1990)
- Eddie Bauer Heroes of Earth (1991)
- Huân chương Bảo tồn San Diego Zoological Society (1991)
- "African of the Millennium "giải thưởng của  BBC (1999)